# Géographie des pays nordiques

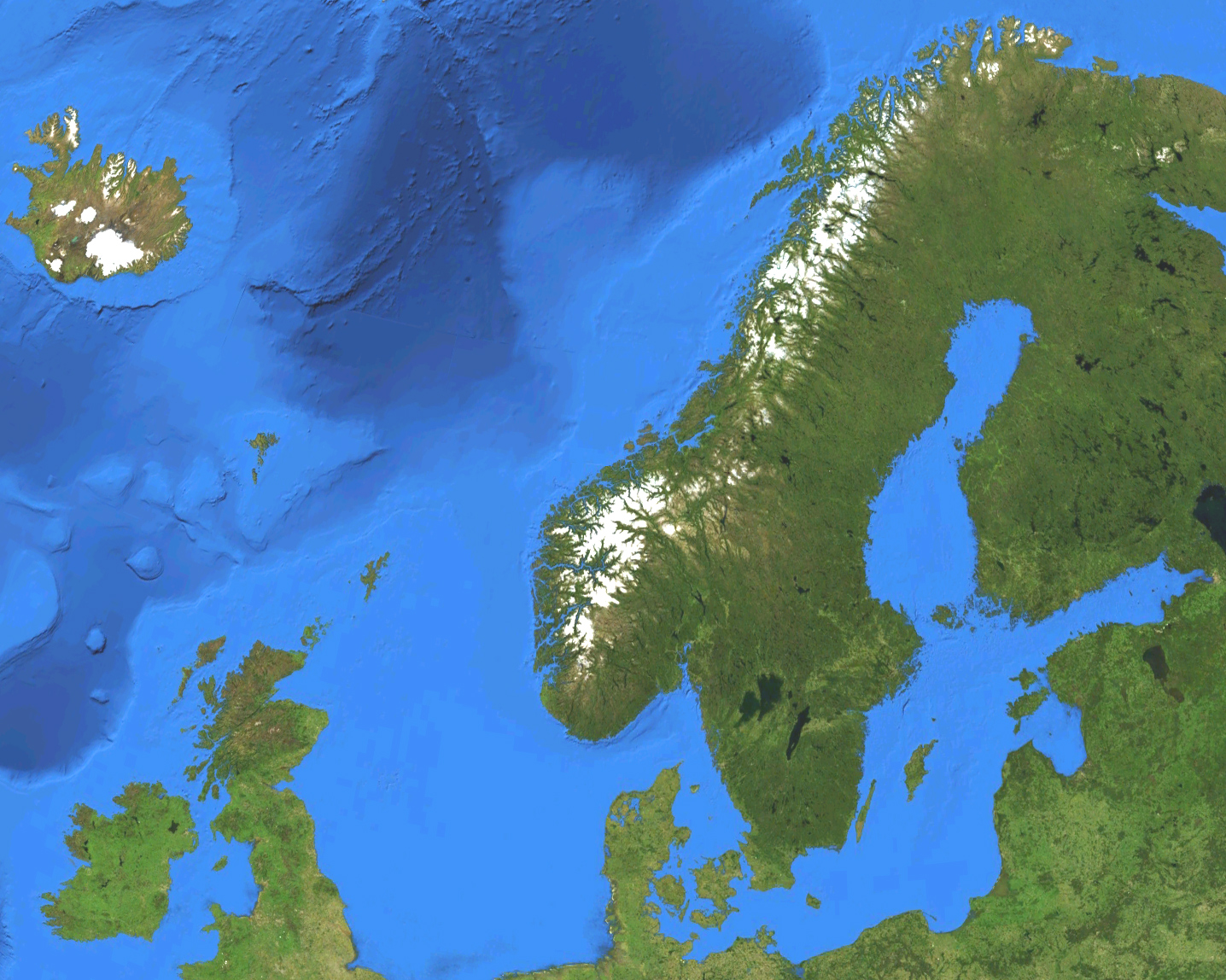
Vue satellite des pays nordiques (le Groenland n'est pas visible ici).

Les pays nordiques sont une région du nord de l'Europe constituée de 5 pays : Danemark, Norvège, Suède, Finlande, Islande.

## Situation

Carte des pays nordiques.

Les pays nordiques sont une région regoupant cinq pays : le Danemark, l'Islande, la Norvège, la Suède et la Finlande, ainsi que trois régions autonomes : le Groenland et les îles Féroé (rattachés au Danemark) et Åland (rattaché à la Finlande).

### États et régions
Le Danemark (territoires autonomes exclus) est le plus petit et le plus méridional des pays nordiques. Il est composé d'une partie continentale, le Jutland, et d'une partie insulaire, où se situe la capitale Copenhague. Il est bordé par deux mers : la mer du Nord à l'ouest et la mer Baltique à l'est. Il est séparé de la Norvège par le Skagerrak et de la Suède par l'Øresund, traversé par le pont de l'Øresund depuis 2000.
La Norvège occupe l'ouest de la péninsule scandinave. Elle s'étend sur plus de 1 500 km de sa capitale Oslo au sud, jusqu'à Kirkenes au nord-est, à la frontière avec la Russie. Elle dispose d'une immense façade maritime sur la mer de Norvège marquée par de nombreux fjords. Son relief est caractérisé par les Alpes scandinaves qui parcourent le pays sur quasiment toute sa longueur. La Norvège possède deux territoires dans l'océan Arctique : le Svalbard, un territoire autonome, et l'île Jan Mayen, administrée par le comté de Nordland. Elle exerce également sa souveraineté sur trois territoires dans l'océan Austral : île Bouvet, île Pierre Ier et Terre de la Reine-Maud.
La Suède quant à elle occupe l'est de la péninsule scandinave. Bien qu'elle communique avec la mer du Nord dans le Götaland, sa principale façade maritime s'étend sur la mer Baltique.
La Finlande est le plus oriental des pays nordiques. Son unique façade maritime se situe sur la mer Baltique — le Golfe de Finlande au sud (sur les bords duquel est construite la capitale Helsinki) et le Golfe de Botnie à l'ouest. La région autonome d'Åland, de culture suédoise et non finnoise, est constituée d'un archipel dans la Baltique.
Les îles Féroé, région autonome du Danemark, se situent dans l'Océan Atlantique, entre les îles Britanniques et l'Islande. Leur capitale est Tórshavn.
L'Islande est l'État souverain le plus occidental des pays nordiques. Il est à la limite de l'Océan Atlantique au sud et de l'Océan Arctique au nord. Située sur la dorsale médio-atlantique, elle possède une activité volcanique intense. Sa capitale est Reykjavik.
Le Groenland, territoire autonome du Danemark, est la région la plus occidentale des pays nordiques. Géographiquement, le Groenland fait partie du continent américain, et les Inuits, peuple autochtone du Groenland, sont originaires du Nord canadien. Sa capitale est Nuuk. L'archipel du Groenland possède la terre émergée la plus septentrionale au monde, Kaffeklubben.

### Grandes régions géographiques
La Scandinavie, bien que désignant souvent l'ensemble des pays nordiques, ne regroupe au sens strict que Danemark, Norvège et Suède. Ces deux derniers forment quant à eux la péninsule scandinave. Lorsqu'on y adjoint la Finlande, on parle de Fennoscandie.[réf. souhaitée]
Le nord de la Norvège, de la Suède et de la Finlande, ainsi que le nord-ouest de la Russie voisine, forment la Laponie, le pays traditionnel des Samis.[réf. souhaitée]

### Points extrêmes

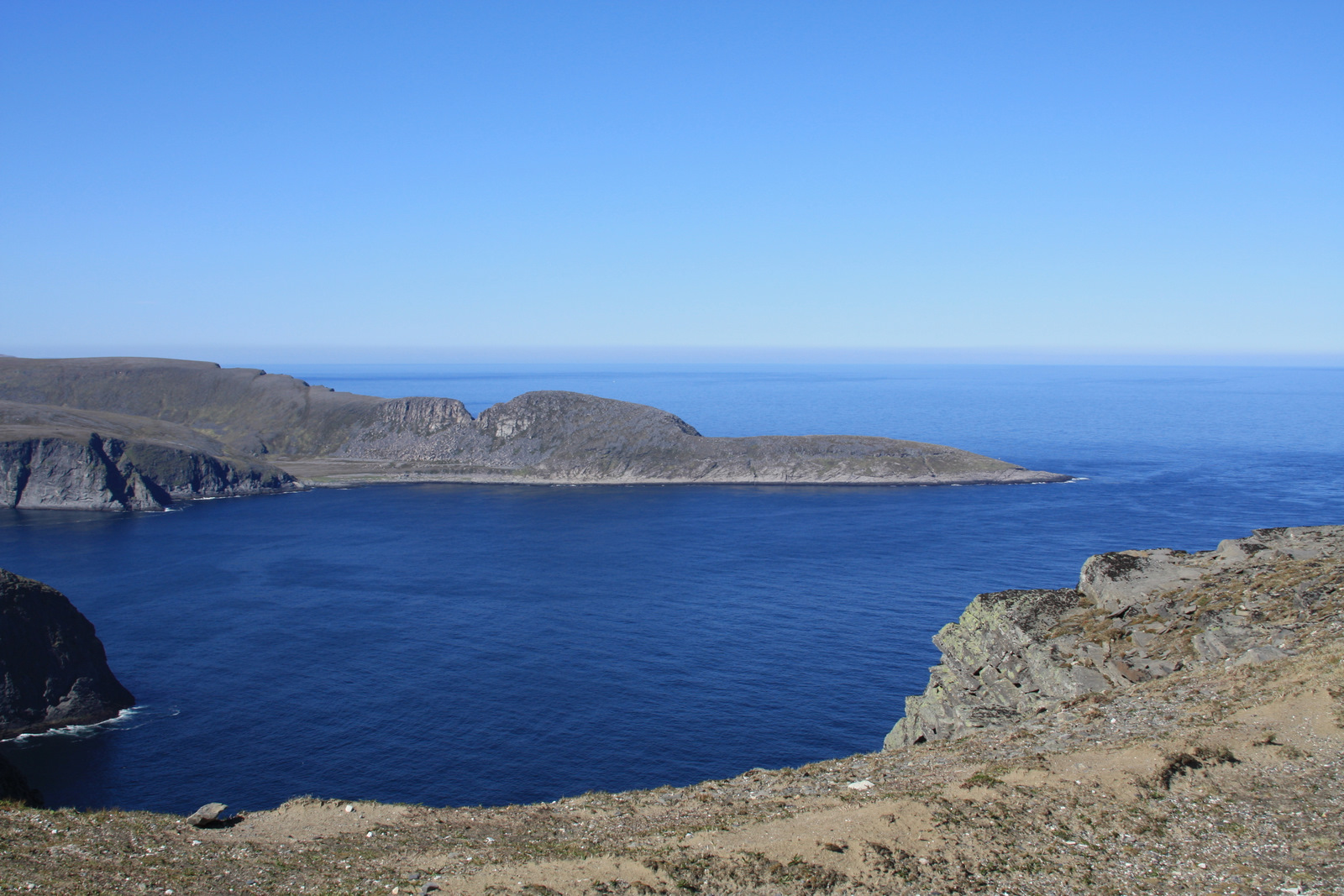
Vue du Knivskjellodden depuis le cap Nord.

Les possessions norvégiennes antarctiques (île Bouvet, île Pierre Ier et Terre de la Reine-Maud) sont exclues.
Totalité du territoire
- Nord : Kaffeklubben, Groenland (83° 40′ N, 30° 41′ O) [N 1]
- Ouest : Cap Alexander, Groenland (78° 10′ N, 73° 08′ O)
- Est : Kræmerpynten on Kvitøya, Svalbard (80° 12′ N, 33° 31′ E)
- Sud : Gedser, Sjælland, Danemark (54° 34′ N, 11° 58′ E)

Partie continentale (Norvège, Suède, Finlande, Danemark, Åland)
- Nord : Knivskjellodden, Finnmark, Norvège (71° 10′ N, 25° 40′ E)
- Ouest : Holmebåen, Sogn og Fjordane, Norvège (61° 02′ N, 4° 30′ E)
- Est : Hattuvaara, Finlande-Orientale, Finlande 62° 54′ N, 31° 32′ E)
- Sud : Gedser, Sjælland, Danemark (54° 34′ N, 11° 58′ E)

Partie insulaire (Islande, îles Féroé, Groenland, Jan Mayen et Svalbard)
- Nord : Kaffeklubben, Groenland (83° 40′ N, 30° 41′ O) [N 1]
- Ouest : Cap Alexander, Groenland (78° 10′ N, 73° 08′ O)
- Est : Kræmerpynten on Kvitøya, Svalbard (80° 12′ N, 33° 31′ E)
- Sud : cap Farvel, île Egger, Groenland (59° 46′ N, 43° 55′ O)

## Géographie physique

### Climat
Contrairement à la réputation des pays nordiques d'être particulièrement froids, le courant marin chaud du Gulf Stream adoucit les températures.

## Zones protégées

### Patrimoine mondial
37 sites des pays nordiques sont inscrits au patrimoine mondial de l'UNESCO, dont trois partagés avec d'autres pays (et parmi ces trois-là, deux partagés entre plusieurs pays nordiques). Le pays qui en possède le plus est la Suède avec 15 sites. À l'inverse, les îles Féroé et Åland n'en ont aucun ; le Groenland et l'Islande n'en possèdent que respectivement un et deux. La Finlande en possède six, le Danemark sept (Groenland exclus) et la Norvège huit.
La majorité de ces biens sont culturels (30 sites), 6 sont naturels et un seul est de type mixte : la région de Laponie dans le nord de la Suède.